# Julien BriseBois
Julien BriseBois (* 24. Januar 1977 in Greenfield Park, Québec) ist ein kanadischer Eishockeyfunktionär. Seit September 2018 ist er als General Manager der Tampa Bay Lightning aus der National Hockey League (NHL) tätig und gewann mit dem Team in den Playoffs 2020 und 2021 den Stanley Cup.

## Karriere
Julien BriseBois wuchs in Greenfield Park auf, einem Vorort von Montréal. Als Undergraduate besuchte er dort die juristische Fakultät der Universität Montreal und erwarb anschließend einen Master of Business Administration an der Concordia University. In der Folge war er für Heenan Blaikie, eine Anwaltskanzlei aus Montréal, im Bereich des Sportrechts tätig, so fungierte er als juristischer Berater bei Vertragsverhandlungen sowie als unabhängiger Schiedsrichter in Schiedsgerichtsverfahren der National Hockey League (NHL) und der Major League Baseball.
Im Jahre 2001 wechselte BriseBois in die Rechtsabteilung der Canadiens de Montréal aus der NHL, bei denen er zur Saison 2003/04 zum Director of Hockey Operations ernannt wurde und somit ins Management wechselte. Insgesamt war er neun Jahre für die Canadiens tätig, wobei er auch als Vice President of Hockey Operations sowie als General Manager von Montréals Farmteam fungierte, der Hamilton Bulldogs.
Im Jahre 2010 wechselte der Kanadier innerhalb der NHL zu den Tampa Bay Lightning, die ihn als Assistenten von General Manager Steve Yzerman anstellten. Zugleich übernahm er erneut die Pflichten des General Managers der Farmteams der Lightning, der Norfolk Admirals sowie später der Syracuse Crunch. Beide Positionen hatte BriseBois acht Jahre lang inne, in denen er im Jahre 2012 mit den Admirals die Playoffs der American Hockey League um den Calder Cup gewann. Schließlich trat Yzerman im September 2018 überraschend von seinen Funktionen als General Manager zurück und übertrug BriseBois das Amt. Wenig später gewann das Team in den Playoffs 2020 den Stanley Cup und verteidigte diesen Titel auch in den Playoffs 2021.

## Erfolge und Auszeichnungen
- 2012 Calder-Cup-Gewinn mit den Norfolk Admirals
- 2020 Stanley-Cup-Gewinn mit den Tampa Bay Lightning
- 2021 Stanley-Cup-Gewinn mit den Tampa Bay Lightning